# Veliki Rastovac
Veliki Rastovac is een plaats in de gemeente Crnac in de Kroatische provincie Virovitica-Podravina. De plaats telt 264 inwoners (2001).